# Torre de Can Cens
Torre de Can Cens és una obra de Fontanilles (Baix Empordà) inclosa a l'Inventari del Patrimoni Arquitectònic de Catalunya.

## Descripció
Conjunt d'habitatge agrícola unifamiliar mitjaner, amb l'aparició de graner i coberts adossats en ella.
El nucli més antic de l'habitatge està construït pel que fa a la estructura portant amb pedra i morter de calc, s'hi observa també la col·locació de peces ceràmiques entre les pedres. La coberta és de teula àrab.
Les ampliacions com el graner o la pallissa, estan fets amb totxana.
El nucli és de dues plantes.

## Història
El nucli format per l'habitatge ha anat creixent tant horitzontalment (coberts i pallisses), com verticalment amb l'aparició d'un nou cos en la part superior, construït amb totxana i una posterior capa de morter de ciment per arrebossar-se'l.